# Rakado
Rakado oder Racado ist ein Brettspiel für zwei bis vier Spieler, das auf einem klassischen Halma- oder einem Sternhalmaplan gespielt wird. Benötigt werden zudem jeweils 16 Spielfiguren in zwei Farben sowie ein sechsseitiger Würfel.

## Spielweise
Rakado wird als Würfelbrettspiel auf einem Spielplan gespielt. Dabei spielen zwei Spieler gegeneinander, die jeweils ihre eigenen Spielfiguren von einer Seite des Spielplans zur gegenüberliegenden Seite bringen müssen. Die Figuren werden anhand des Würfelergebnisses gezogen, gegnerische Spielsteine können dabei geschlagen werden. Gewinner einer Partie ist der Spieler, der am Ende die meisten Figuren auf die andere Spielseite gebracht hat.

### Rakado auf dem Halmaplan
Rakado wird normalerweise auf einem klassischen Halma-Spielplan mit 16×16 Feldern gespielt. Die 16 Spielfiguren der beiden Mitspieler werden jeweils entlang einer Kante aufgestellt, sodass sie sich gegenüber stehen. Der Spieler, der die höhere Zahl würfelt, beginnt. Danach würfeln die beiden Mitspieler abwechselnd und ziehen eine beliebige Figur entsprechend der Augenzahl in gerade Linie vorwärts. Bei einer Sechs wird nochmals gewürfelt. Gegnerische Figuren müssen geschlagen werden, wenn sie mit dem Würfelwurf genau erreicht werden können. Dabei wird nicht nur geradeaus, sondern auch diagonal nach vorn oder seitwärts geschlagen; da Schlagpflicht besteht, verliert ein Spieler seine eigene Figur, wenn er nicht geschlagen hat. Bestehen mehrere Schlagmöglichkeiten, darf der Spieler frei wählen. Gegnerische und eigene Figuren dürfen nicht übersprungen werden und es besteht keine Möglichkeit, ihnen auf gerader Strecke auszuweichen.
Ziel des Spiels ist es, möglichst viele eigene Figuren bis zur gegenüberliegenden Reihe zu bekommen. Diese muss exakt ohne überfällige Augen erreicht werden, Spielfiguren im Ziel dürfen nicht geschlagen werden und auch nicht mehr selber schlagen. Gewinner ist der Spieler, der am Ende die meisten Figuren auf die andere Spielseite gebracht hat. Alternativ endet das Spiel, wenn ein Spieler keine Zugmöglichkeit mehr hat, auch dann ist der Spieler Sieger, der die meisten Figuren im Ziel hat.
Beim Rakadospiel mit vier Mitspielern bilden jeweils zwei Mitspieler eine Partei. Die Spieler stellen in dem Fall jeweils 8 Spielfiguren ihrer Farbe mittig auf die gemeinsame Grundlinie, sodass sich die beiden Parteien wie beim Zweier-Spiel gegenüberstehen. Gewürfelt wird so, dass immer abwechselnd ein Spieler der einen und ein Spieler der anderen Partei am Zug ist. Hier gewinnt die Partei, die gemeinsam am meisten Figuren im Ziel hat.

### Rakado auf dem Sternhalmaplan
Auf dem Sternhalmaplan gelten für das Spiel im Prinzip die gleichen Regeln wie auf dem klassischen Halmaplan. Wie beim Halmaspiel für zwei Personen werden zwei Startfelder mit jeweils 15 Spielfiguren besetzt. Die Spieler bekommen zusätzlich einen Spielwürfel und würfeln abwechselnd. Die Spieler ziehen dann jeweils eine Figur in gerader Linie vorwärts, dürfen dabei jedoch nicht springen und müssen die volle Augenzahl nutzen. Steht am Zielfeld eine gegnerische Figur, wird diese geschlagen und aus dem Spiel genommen. Auch hier besteht Schlagzwang und ein Spieler, der dies nicht berücksichtigt, verliert die Figur, mit der er hätte ziehen müssen. Ziel des Spiels ist es, möglichst viele eigene Spielfiguren ungeschlagen in das gegenüberliegende Zielfeld zu bekommen. Figuren, die dort angekommen sind, dürfen nicht mehr geschlagen werden und können auch nicht mehr schlagen.
Auf dem Sternhalmaplan ist auch ein Spiel mit drei Spielern möglich, bei dem die Spieler jeweils die gegenüberliegende, leere Ecke erreichen müssen.

## Belege
1. 1 2 3 4 5 6  „Rakado“ In: Erhard Gorys: Das Buch der Spiele. Manfred Pawlak Verlagsgesellschaft, Herrsching o. J.; S. 274–275.
2. 1 2 3  „Rakado.“ In: Erwin Glonnegger: Das Spiele-Buch. Brett- und Legespiele aus aller Welt - Herkunft, Regeln und Geschichte. Neuauflage Drei Magier Verlag, Uehlfeld 1999; S. 203. ISBN 3-9806792-0-9.
3. ↑  „Halma“-Regeln und Varianten in einer Spieleanleitung von Schmidt Spiele, S. 9. (Volltext (Memento des Originals vom 16. April 2016 im Internet Archive)  Info: Der Archivlink wurde automatisch eingesetzt und noch nicht geprüft. Bitte prüfe Original- und Archivlink gemäß Anleitung und entferne dann diesen Hinweis.)